# Hindnubben
De Hindnubben is een berg behorende bij de gemeente Lom in de provincie Oppland in Noorwegen. De berg, gelegen in Nationaal park Jotunheimen, heeft twee pieken, een van 1737 meter en een van 1879 meter hoogte.
De Hindnubben is onderdeel van het gebergte Jotunheimen.